# 7月25日 (旧暦)
旧暦7月25日は旧暦7月の25日目である。六曜は先勝である。

## できごと
- 長元元年（ユリウス暦1028年8月18日） - 万寿より長元に改元
- 寿永2年（ユリウス暦1183年8月14日） - 平宗盛ら平家一族が、安徳天皇と三種の神器を奉じて都より西国へ落ちる
- 享徳元年（ユリウス暦1452年8月10日） - 三合の厄を避けるため宝徳より享徳に改元
- 康正元年（ユリウス暦1455年9月6日） - 享徳より康正に改元
- 永禄11年（ユリウス暦1568年8月18日） - 足利義昭が、織田信長を頼って美濃に入る
- 慶長5年（グレゴリオ暦1600年） - 会津討伐に向かった徳川家康が下野小山に着陣、石田三成の挙兵を知って小山評定を開き、三成征伐を決定する。
- 寛永6年（グレゴリオ暦1629年9月12日） - 紫衣事件。江戸幕府が高位・高徳の僧への紫衣の勅許を停止。抗議した沢庵宗彭らを東北へ流罪に

## 誕生日
- 永仁5年（ユリウス暦1297年8月14日） - 花園天皇、95代天皇（+ 1348年）
- 享保2年（グレゴリオ暦1717年8月31日） - 宗義蕃、第9代対馬府中藩主（+ 1775年）
- 明治5年（グレゴリオ暦1872年8月28日） - 杉村楚人冠、ジャーナリスト・随筆家（+ 1945年）

## 忌日
- 天平3年（ユリウス暦731年8月31日） - 大伴旅人、貴族・歌人（* 665年）
- 天平9年（ユリウス暦737年8月25日） - 藤原武智麻呂、藤原不比等の長男（* 680年）
- 正和5年（ユリウス暦1316年8月13日） - 宇都宮貞綱、鎌倉時代の武将（* 1266年）
- 元禄12年（グレゴリオ暦1699年8月20日） - 有栖川宮幸仁親王、有栖川宮第3代当主（* 1656年）
- 正徳3年（グレゴリオ暦1713年9月14日） - 大久保忠増、第2代小田原藩主（* 1656年）
- （グレゴリオ暦1820年9月2日） - 嘉慶帝、清の7代皇帝（* 1760年）